# Provincie Cremona
Cremona (Provincia di Cremona) je italská provincie v oblasti Lombardie. Sousedí na severu s provinciemi Bergamo a Brescia, na východě s provincií Mantova, na jihu s provinciemi Parma a Piacenza a na západě s provinciemi Lodi a Milano.